# Pyrenaearia daanidentata
Pyrenaearia daanidentata es una especie de molusco gasterópodo de la familia Hygromiidae.

## Distribución geográfica
Es  endémica de los Picos de Europa en León (España).  